# Søren Balle
Søren Balle (født 16. maj 1978 i Løgstør) er en dansk filminstruktør. Har begyndte som instruktør med kortfilmene Pianissimo (2003) og På en dag som i dag (2004). Herefter arbejdede han som instruktørassistent på tv-serierne Lykke (2011) og Forbrydelsen III (2012), hvorefter han i 2014 havde spillefilmsdebut med filmen Klumpfisken. Han har ligeledes været instruktør på tv-serien Bedrag på DR.